# Karl Georg Maaßen
Pour les articles homonymes, voir Maassen.
Karl Georg Maaßen, né le 23 août 1769 à Clèves et mort le 2 novembre 1834 à Berlin, est un juriste, home politique prussien et co-initiateur de l'union douanière allemande (Zollverein). 

## Biographie
Karl Georg Maaßen est le fils d'un greffier prussien à Gartrop près de Wesel. Il commence sa scolarité au lycée d'Hamm (de) et la termine au lycée de Wesel (de). Karl Georg Maaßen reprend ensuite ses études de droit et entre dans la fonction publique prussienne après avoir obtenu son diplôme. À partir de 1816, il travaille au ministère des Finances et devient directeur général de l'administration du commerce à Berlin. Dès le 16 janvier 1816, il reçoit la croix de fer sur le ruban blanc pour ses services en tant que non-combattant. C'est notamment à l'instigation de Karl Georg Maaßen que les droits de douane intérieurs prussiens sont abolis en 1819. Avec le ministre prussien des finances Friedrich von Motz, auquel il succède après la mort de ce dernier en 1830, Karl Georg Maaßen mène les négociations en vue de la création de l'union douanière allemande pour la Prusse, qui pose en 1834 la première pierre de la fondation de l'Empire allemand en 1871. Karl Georg Maaßen meurt quelques mois après la fondation de l'union douanière allemande. Albert d'Alvensleben lui succède au poste de ministre des Finances. La tombe de l'homme politique se trouve au cimetière de Dorotheenstadt à Berlin-Mitte.

## Hommage
En son honneur, l'ancienne rue 12 du quartier Berlin-Schöneberg s'appelle Maaßenstraße depuis le 6 juillet 1870. Elle mène de la Nollendorfplatz à la Winterfeldtplatz. Jusqu'en 1934, le prolongement (l'actuelle Karl-Heinrich-Ulrichs-Straße) portait également le nom de Maaßenstraße.